# Magični kvadrati
Magični kvadrat je vrsta ukrštenih brojeva, reči ili drugih simbola u kojem je broj znakova u svakom pojedinom redu jednak ukupnom broju redova. U enigmatici se svrstavaju u grupu magičnih likova, simetričnih mrežastih zagonetki, u koju spadaju i pravougaonik, piramida, štit ili krst, ugao i ukrštenica. Prema vrsti sadržaja magični kvadrati se dele na brojevne, slovne i znakovne, a prema rasporedu i načinu čitanja sadržaja na nesimetrične, simetrične i palindromne.

## Brojevni kvadrati
Definicija brojevnog magičnog kvadrata uglavnom se ne odnosi na simetričan raspored brojeva u njemu, nego na rezultat koji se dobije sabiranjem svih brojeva u jednom redu, koloni ili dijagonali. Takav kvadrat ne može se sastaviti od bilo kojih brojeva, nego oni moraju da čine određeni aritmetički niz u kome je razlika između dva broja u nizu uvek ista vrednost.
Magični kvadrat stepena n je skup n2 brojeva, obično jedinstvenih celih brojeva, u kvadratu, takvih da n brojeva u svim redovima, ili kolonama, i obe dijagonale ima konstantan zbir. Normalni magični kvadrat se sastoji od celih brojeva od 1 do n2. 
Normalni magični kvadrati postoje za stepene n ≥ 1 izuzev n = 2, mada je slučaj n = 1 trivijalan, pošto se sastoji od jedne ćelije koja sadrži broj 1. Najmanji netrivijalni slučaj, prikazan ispod, ima stepen 3.
Konstantna suma svakog reda, kolone i dijagonale se naziva magična konstanta ili magična suma, M. Magična konstanta normalnog magičnog kvadrata zavisi samo od n i ima vrednost
{\displaystyle M={\frac {n(n^{2}+1)}{2}}.}
Za normalne magične kvadrate stepena  = 3, 4, 5, ..., magične konstante su:
15, 34, 65, 111, 175, 260, ... (sekvenca A006003 u OEIS).

## Asimetrični i simetrični slovni kvadrati
Kod asimetričnih magičnih kvadrata reči u vodoravnom nizu nisu podudarne sa rečima u uspravnom nizu („Mir ima tas“ – „Mit ima Ras“). Asimetrični magični kvadrat često se naziva i dvostrukim magičnim kvadratom zbog toga što se zamenom mesta redova i kolona dobija novi, inverzni kvadrat, pri čemu smisao svake pojedine reči unutar njega ostaje nepromenjen. Kod simetričnih magičnih kvadrata reči u vodoravnom nizu su podudarne sa rečima u uspravnom nizu („Miš ima šal“).

## Palindromni kvadrati
Kod palindromnog magičnog kvadrata vodoravni raspored znakova identičan je okomitom rasporedu, što omogućava četverostruki način čitanja (sleva, zdesna. odozgo i odozdo).
Više primera palindromnih magičnih kvadrata 3. 4. i 5. reda nalazi se u knjizi „Kolovr(a)t“ Nedeljka Babića, a jedan („Šešir Elidi širiš, idile rišeš“) čiji je autor nepoznat, može se naći na više internet stranica posvećenih palindromima i magičnim kvadratima.

## Istorija
Čarobni kvadrati su prilično stari. Prvi poznati je otkriven u Kini nedaleko od reke Loh, pa je bio nazvan Loh-Shu. Izum je pripisan Fuh-Hiu, mitskom osnivaču kineske civilizacije, koji je živeo od 2858. do 2738. p. n. e. Magični kvadrat čine jing-jang simboli. Svi neparni brojevi, jang simboli, predstavljaju nebo. Svi parni brojevi, jing simboli, predstavljaju Zemlju.

## Dodatna literatura
- Charney, Noah (2007). The Art Thief. Atria. Текст „year2007” игнорисан (помоћ)
- McCranie, Judson (1988). „Magic Squares of All Orders”. Mathematics Teacher: 674—78.
- King, J. R. (1963). „Magic Square Numbers”.